# Ukonhauta
Ukonhauta è il nono album della band heavy metal finlandese Kotiteollisuus, prima nota come Hullu ukko ja kotiteollisuus.

## Tracce
1. Ukonhauta – 3:47
2. Mahtisanat – 5:25
3. Lemminkäisen laulu – 4:48
4. Piru irti – 2:59
5. Loveen langennut – 5:59
6. Taivas tippuu – 4:02
7. Aate – 2:44
8. Taivaankaunis – 5:25
9. Varjonkukka – 4:01
10. Isä meidän – 4:12
11. Laulu on kuollut – 7:28

## Formazione
- Jouni Hynynen - voce, chitarra
- Janne Hongisto - basso, voce (sottofondo)
- Jari Sinkkonen - batteria, voce (sottofondo)